# 松前之広
松前 之広（まつまえ ゆきひろ、1926年〈大正15年〉11月4日 - 2008年〈平成20年〉）は、日本の教育者。
松前藩松前家第17代当主。

## 概要・経歴
子爵・松前勝広の次男として誕生。
兄の松前正広が1944年10月に太平洋戦争従軍により、死亡したため家督を継承した。
その後は神奈川県横浜市で過ごす。教育者として1985年から2年間、横浜市立本郷養護学校（現・横浜市立本郷特別支援学校）の校長を勤めた。
2008年に病没後は従兄弟の松前孝広が松前家第18代当主に就いている。

## 系譜
- 父：松前勝広
- 兄：松前正広
- 従兄弟：松前孝広